# أنتوني كانتي
أنتوني كانتي (بالألمانية: Anthony Canty) مواليد 12 فبراير 1991 في برلين، هو لاعب كرة سلة ألماني. بدأ مسيرته الاحترافية في سنة 2011. يلعب في الدوري الألماني لكرة السلة الدرجة الثانية كلاعب هجوم خلفي. يحمل الرقم 6. يبلغ طوله 6 قدم 0 بوصة (1.8 م).

## روابط خارجية
- أنتوني كانتي على موقع الاتحاد الدولي لكرة السلة (الإنجليزية)
- أنتوني كانتي على موقع كرة السلة الأوروبية.كوم (الإنجليزية)
- أنتوني كانتي على موقع ريلجم (الإنجليزية)
- أنتوني كانتي على موقع بروبوليرز (الإنجليزية)